# Váci csata (1849. július 17.)
A váci csata során a Görgei Artúr vezette magyar fősereg sikeresen verte vissza az orosz intervenciós hadsereg arra irányuló kísérletét, hogy a Szeged felé visszavonuló magyar csapatok útját elvágja, és ezzel a nyugati irányból támadó Haynau vezette császári sereggel a hátában bekerítsék. A győztes csata eredményeként a magyar hadsereg további egy hónapig folytathatta a kilátástalan harcot a kor két európai nagyhatalmával szemben.

## A csata előzményei
A július 2-i és 11-i komáromi csaták után nyilvánvalóvá vált, hogy a feldunai hadsereg egyedül nem tudja a cs. kir. fősereget legyőzni. Ezért Görgei a minisztertanács által július 29-én elfogadott terv értelmében megkezdte csapatainak elindítását Szegedhez. Az elvonulásra azonban csak a Duna bal partján volt lehetőség.
A július 2-i csatában súlyosan megsebesült Görgei három hadtesttel július 12-én indult el, Komáromban hagyva a várőrséget képező VIII. hadtesten kívül a II. hadtestet is. Az elvonuló sereg létszáma a kiegészítések után 29 000 fő volt (a kiegészítő erők között a lengyel légió is ott volt). Ennek a seregnek állták útját Vácnál Paszkevics tábornagy csapatai.

## Az első összecsapások július 17-én

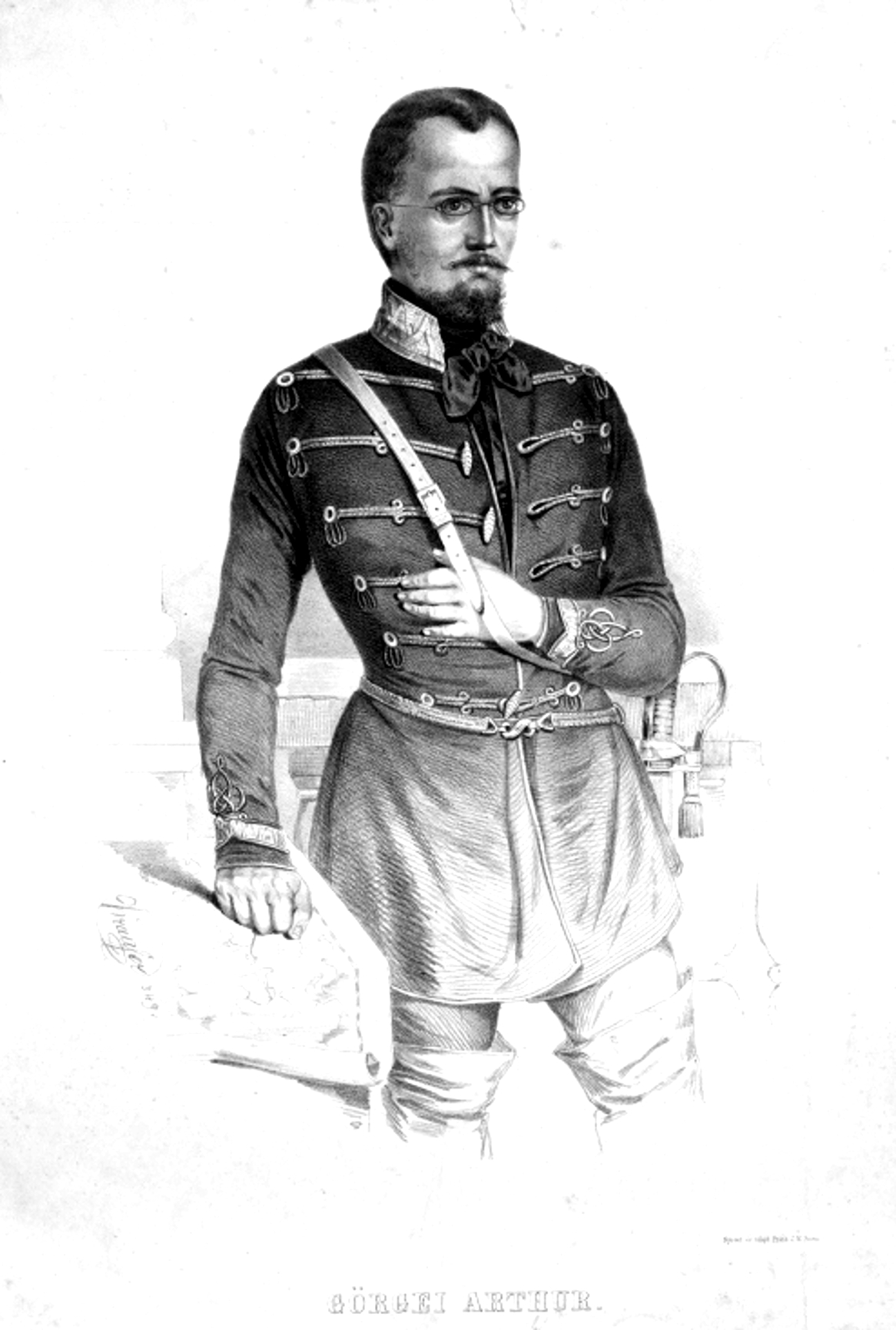
Görgei Artúr a honvédsereg fővezére

Időközben ugyanis az orosz főerők elérték az Alföld északi szélét. Az orosz III. hadtest július 13-án elfoglalta Hatvant, a II. Hortot, míg a IV. hadtest Miskolcon állomásozott. A III. hadtesttől egy lovaskülönítményt Vácra irányítottak a Duna-part lezárására.
Július 15-én a feldunai hadsereg elővédjének megjelenésekor a különítmény rövid harc után elhagyta a várost. Rüdiger lovassági tábornok a III. hadtest parancsnoka értesülve az eseményekről intézkedett, hogy Zassz tábornok különítményének lovassága és tüzérsége, valamint Offenberg altábornagy hadosztálya egy dandárral megerősítve siessen a Vácról a kiszorított csapatok segítségére.
Zassz tábornok csapatai Vác közelébe érve először Görgey Ármin alezredes különítményével találkoztak, melyet vissza is szorítottak, de a további gyors előrenyomulást a Nagysándor József tábornok vezette I. hadtest a vasúti töltés mögött elfoglalt kedvező állásából megakadályozta. Az orosz előretörés lelassult, és csak nehezen nyert tért. A magyar csapatok ekkor újabb erősítést kaptak. Vácot megkerülve beavatkozott a Leiningen-Westerburg Károly tábornok vezette III. hadtest, mire Zassz leállította a támadást.
Ekkor megérkezett Offenberg altábornagy is, aki azonnal támadásra rendelte lovasságát. Nagysándor tábornok ezen támadással szembe előre küldte a császár-huszárokat, de a rohamot a kozákok visszaverték. Azonban az orosz lovasság támadása is elakadt a magyar tüzérség tüzében. 
Időközben Rüdiger tábornok is a helyszínre érkezett újabb erősítésekkel, de az ütközet aznap mégsem folytatódott.

## A seregek mozgása a második napon

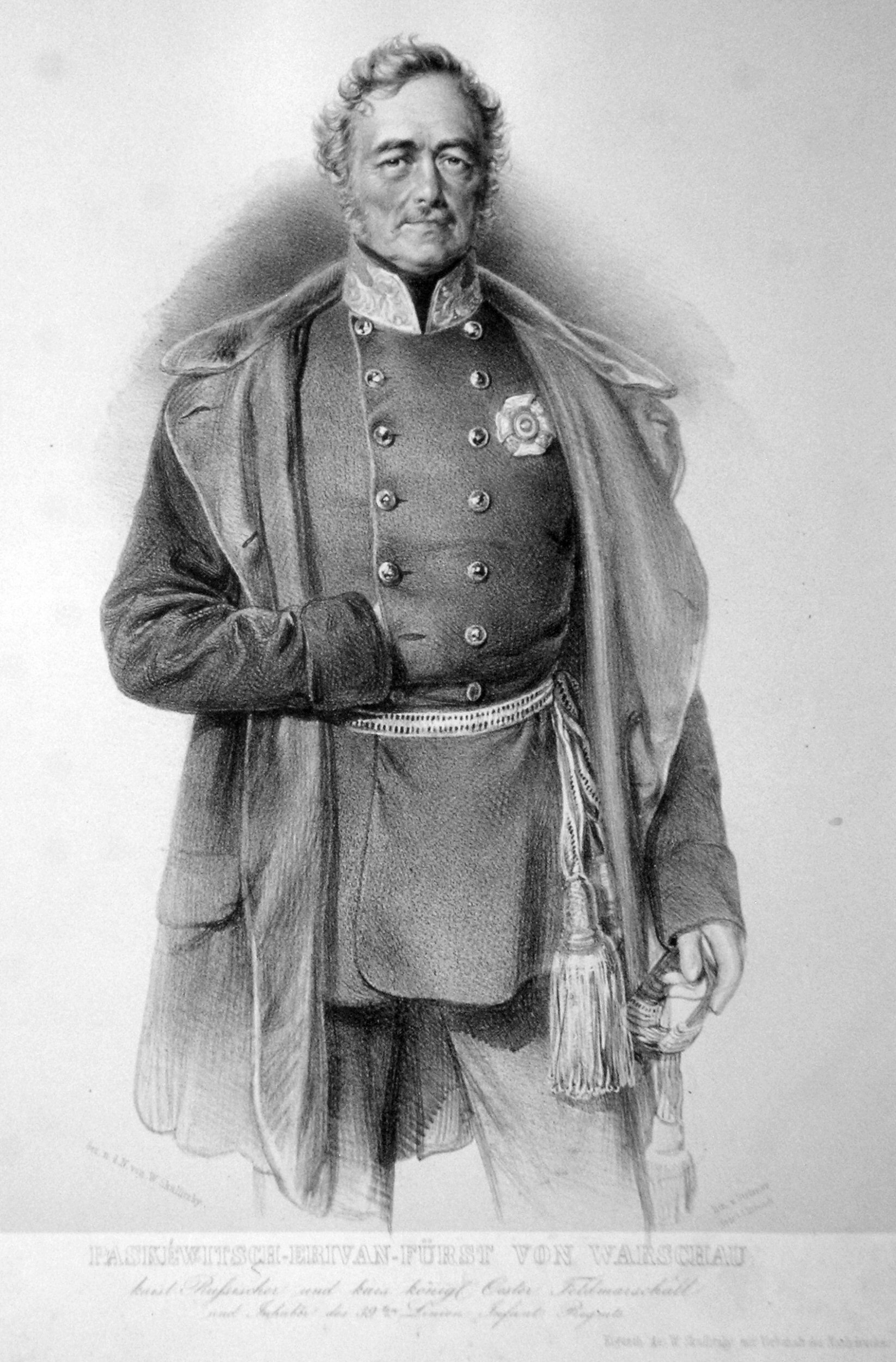
Paszkevics tábornagy, az orosz sereg fővezére

Másnap Paszkevics tábornagy elrendelte a II. és III. hadtest egyesítését Váchartyánnál, de mivel ez csak lassan és késve történt meg, az orosz fővezér lemondott az aznapi támadásról.
Ez az idő elég volt Görgei számára is, hogy felderítés révén értesüléseket szerezzen az orosz csapatok nagyságáról és helyzetéről. Ezek birtokában világossá vált számára, hogy Gödöllő felé nem folytathatja tovább a menetet. Így elhatározta, hogy az orosz csapatokat megkerülve Balassagyarmaton, Losoncon és Miskolcon keresztül vonul a Tiszához, majd Debrecenen és Nagyváradon át megkísérel lejutni az összpontosítás helyszínére. Az északi irányba történő elvonulást azonban nem sikerült időben megkezdenie, és így a csata elől a magyar csapatok nem tudtak kitérni.

A második váci csata

## A döntő összecsapás
Ennek elsősorban a hadsereget követő és Vácott összezsúfolódó nagyszámú, a polgári lakosságot és vagyontárgyait szállító szekér volt az oka. Ezek akadályozták a csapatok mozgását, s emiatt 17-én hajnalig csak a VII. hadtest részei hagyták el a helységet.
Az orosz támadás megindulását ugyanakkor siettette az, hogy az elvonuló I. hadtest idő előtt bevonta az oroszokkal szembeni előőrseit, s így az előőrsök láncában hézag keletkezett. Ezt használták ki a felderítésre induló orosz csapatok és oldalba támadták Görgei Ármin különítményének még állásaikban lévő előőrseit. A megtámadottak segítségére sietett az egész különítmény és a III. hadtest is. Ez utóbbit azonban ellenségnek nézték a honvédek, így a különítmény elhagyva állását a Duna-partra menekült. Az orosz lovasság a kedvező fordulatot kihasználva egyenesen betört Vácra, s ott teljes pánikot okozott.
Az újrarendezett különítmény azonban a III. hadtesttel összehangolva támadásba kezdett, s a magyarok véres harcban kiűzték a cári csapatokat a városból. Ez lehetővé tette, hogy a magyar csapatok kiürítsék a várost, befejezzék az elvonulást.
A hátvédet a III. hadtest képezte, amely kisebb ellenlökésekkel megakadályozta az eredményes üldözést. Először a Gombás-patak vonalán álltak fel Leiningen tábornok csapatai, majd miután az utolsó katona is elhagyta Vácot, és a sereg zöme elérte Rétságot, a hadtest elhagyta állását és Váctól északra újra szétbontakozott.

## A csata eredményei
A két váci összecsapás alkalmával a honvéd csapatok hozzávetőleg 2500 főt veszítettek, az oroszok ennek nagyjából a felét.
Az oroszok sikeres váci visszaverése azt eredményezte, hogy a Görgei vezette sereg folytathatta menetét, amelyet Paszkevics hiába akarta megakadályozni négy lovasezreddel, illetve az északról Grabbe tábornok által ideirányított hadoszloppal. A magyar sereg 18-án már Balassagyarmaton, 20-án Rimaszombatban, 22-én pedig Miskolcon állomásozott. Görgei mindvégig sikeresen kitért Paszkevics elől, s egy – a télihez hasonló kerülővel – elérte a Tiszát. A külső hadműveleti vonalon mozogva is előbb ért minden egyes pontra, mint az oroszok, s a magyar hadsereg egyhatodával lekötötte az intervenciós erők egyharmadát, saját erőinek négyszeresét.
Ezen aztán maga I. Miklós orosz cár is nagyon csodálkozott, mert a térképre nézve és a bevetett orosz erőket ismerve, sehogy sem értette a dolgot. „Sehogy sem tudok napirendre térni afölött, hogy Görgei Komárom elhagyása után hogyan kerülhette meg hadseregünknek előbb a jobb, aztán a bal szárnyát, hogyan tehetett ilyen hatalmas kört, hogyan teremhetett délen, hogyan egyesülhetett az ottani erőkkel! S mindezt az általad vezetett 120 000 főnyi fegyelmezett és bátor hadseregünk ellenében”- írta Paszkevicsnek.